# Quan hệ Pakistan – Việt Nam
Quan hệ giữa Việt Nam và Pakistan phần lớn dựa trên thương mại song phương và những cơ hội hợp tác chính trị quốc tế giữa hai quốc gia. Pakistan đã mở đại sứ quán ở Hà Nội, và Việt Nam cũng có đại sứ quán ở Islamabad.
Khi Pakistan hứng chịu trận lũ lịch sử năm 2010, Việt Nam đã cung cấp viện trợ trị giá 50.000 USD cho chính phủ Pakistan.

## Trao đổi thương mại
Thương mại hai nước đã tăng từ 10 triệu USD năm 1999 lên đến 150 triệu USD năm 2008. Pakistan là nhà nhập khẩu chè lớn nhất của Việt Nam. Pakistan xuất khẩu sang Việt Nam bông, da thuộc và dược phẩm, và có tiềm năng xuất khẩu xe máy, đồ nhựa, thiết bị phẫu thuật và đầu tư vào khai thác than và thủy sản. Trong khi đó Việt Nam có tiềm năng xuất khẩu cao su, các sản phẩm từ cao su và máy móc sang Pakistan.

## Hợp tác chính trị
Tháng 5 năm 2001, tướng Pervez Musharraf đã có một chuyến thăm chính thức đến Việt Nam. Tháng 3 năm 2004 chủ tịch nước Trần Đức Lương theo lời mời của tổng thống Pervez Musharraf đã đến thăm Pakistan. Pakistan luôn coi Việt Nam là đối tác ngoại giao quan trọng bởi Việt Nam là thành viên đầy đủ của ASEAN và Việt Nam ủng hộ nỗ lực Pakistan trở thành đối tác đối thoại đầy đủ của ASEAN. Do đó với chính sách ngoại giao "Chiến lược tầm nhìn Đông Á" của Pakistan, Việt Nam có tiềm lực thúc đẩy lợi ích chung của Pakistan ở ASEAN trong khi Pakistan ủng hộ Việt Nam trở thành thành viên không thường trực Hội đồng Bảo an Liên Hợp Quốc. Các nhà ngoại giao Pakistan cũng đánh giá cao ủng hộ của Việt Nam cho việc EU từ bỏ hàng thuế quan đánh vào hàng dệt may của Pakistan năm 2011.

### Chống lại ảnh hưởng của Ấn Độ
Pakistan đã nghiêm túc tuân theo chính sách ngoại giao của Việt Nam và có ý thức cảnh giác với sự ràng buộc mạnh mẽ giữa Ấn Độ và Việt Nam, Ấn Độ có mối quan hệ căng thẳng với Pakistan trong khi phía sau có sự thù địch mạnh mẽ với đồng minh lâu năm của Pakistan, Trung Quốc. Về kết quả, "Chiến lược tầm nhìn Đông Á" của Pakistan đã được dự kiến để cân bằng các mối quan hệ của họ.

## Người Pakistan tại Việt Nam
Các khu vực có dân số Pakistan đáng kể ở Việt Nam bao gồm Hà Nội và Thành phố Hồ Chí Minh

## Đại sứ quán, lãnh sự quán
- Tại Việt Nam:
- Hà Nội (Đại sứ quán)

- Tại Pakistan:
- Islamabad (Đại sứ quán)